# Ansaldo (autoblindo)
L'Autoblindo Ansaldo era un prototipo di autoblindo realizzata nel 1930 dalla Ansaldo, basata sul telaio del trattore a trazione integrale Pavesi P4.

## Tecnica

Vista posteriore. In evidenza l'asse posteriore articolato e la mitragliatrice in fuga.

L'autoblindo era costituita da uno scafo corazzato in piastre d'acciaio rivettate; nella parte frontale sinistra vi era la postazione del conduttore e, al suo fianco destro, era posizionato il motore; il muso dell'autoblindo era caratterizzato da un radiatore a dischi concentrici di dimensioni crescenti. Nella parte centro-posteriore prendevano posto il cannoniere, dotato di periscopio, ed il capocarro; sopra la parte centro-posteriore era posizionata la torretta girevole, di forma cilindrica, armata con un cannone da 47 mm e, posteriormente, sfasata di 120°, una mitragliatrice media . Il telaio derivava da quello del trattore Pavesi P4, dotato di quattro grandi ruote in acciaio da 1.500 mm di diametro, con battistrada da 400 mm dotato di ramponi in acciaio ed inserti in gomma; a differenza del trattore, il semitelaio posteriore era costituito da un asse posteriore articolato, con 30° di escursione verticale. Questa configurazione consentiva il superamento di una trincea di 1,5 m, una pendenza di 45° ed un gradino verticale di 90 cm. Il mezzo era dotato di pompe di sentina per il guado e filtri anti-gas.